# Cascades dels Àngels
Les cascades dels Àngles (en portuguès, Cascata dos Anjos) són unes cascades que es troben a Anjos, Ponta do Sol, illa de Madeira, Portugal.
L'aigua de les cascades cau sobre la superfície rocosa a l'antiga carretera regional costanera ER101 i desguassa a l'oceà Atlàntic per sota.